# Протасов, Игорь Олегович
И́горь Оле́гович Прота́сов (род. 16 января 1964, Хабаровск, СССР) — советский и российский футболист, нападающий, тренер.

## Карьера

### Клубная
Воспитанник хабаровского футбола. Карьеру начал в 1984 году в местном СКА, затем в 1985 году пополнил ряды «Амура» Комсомольск-на-Амуре. В 1988 году вернулся в Хабаровск. В 1994 году один сезон провёл во владивостокском «Луче». Забив 9 мячей в 40 матчах, стал лучшим бомбардиром команды. По окончании сезона покинул клуб и вновь стал игроком хабаровского клуба. Свой последний матч в карьере провёл 6 октября 1999 года в заключительном домашнем матче против «Динамо» из Омска (3:0). На поле вышел на 73-й минуте, заменив Павла Бондаренко, и спустя три минуты отправил мяч в ворота гостей — свой последний гол в профессиональном футболе.

### Тренерская
Входил в тренерский штаб «СКА-Хабаровска» в 2000—2002, 2006—2007, 2010 и 2017 годах. 7 декабря 2010 года был назначен главным тренером команды. 7 сентября 2011 года подал в отставку с поста главного тренера клуба после крупного домашнего поражения от «Луча-Энергии» (0:5) в дальневосточном дерби. В настоящее время возглавляет ЦПЮФ «СКА-Хабаровска».

## Достижения
- Серебряный призёр зоны «Восток» Второго дивизиона: 1999
- Бронзовый призёр зоны «Восток» Второго дивизиона: 1997
- Серебряный призёр Второй низшей лиги: 1991